# Octobre 1973

## Événements
- France : Assemblée et Sénat décident la réduction à 5 ans du mandat présidentiel, mais Georges Pompidou annule la convocation du Congrès.

- 1er octobre, Allemagne de l’Est : La Stasi autorise les agents de la police politique à tirer sur quiconque essayerait de passer à travers le mur de Berlin

- 6 octobre : 
  - guerre du Kippour. Nixon met ses forces nucléaires en état d’alerte quand l’Union soviétique paraît vouloir profiter des circonstances.
  - Formule 1 : le pilote français François Cevert, trouve la mort au volant d'une Tyrrell lors des essais du Grand Prix des États-Unis, sur le circuit de Watkins Glen.

- 6 octobre - 22 octobre : guerre du Kippour.
  - 6 octobre : quatrième guerre israélo-arabe ou guerre du Kippour (fin le 22 octobre). La Syrie et l’Égypte attaquent Israël à midi.
    - L’armée égyptienne franchit la ligne Bar-Lev et s’empare de plusieurs postes fortifiées. Des commandos sont parachutés derrière les lignes israéliennes pour couper les communications. L’intervention de l’aviation israélienne est un échec devant les batteries antiaériennes égyptiennes. L’Égypte établit une ligne de défense en profondeur sur la rive Est du canal de Suez. Les Israéliens ont perdu 900 blindés dans les combats.
    - Offensive syrienne sur le plateau du Golan, combinée à des actions de commandos sur les principales bases israéliennes du plateau. L’aviation israélienne essuie de lourdes pertes. La ligne de défense israélienne recule.

  - 7 octobre : la défense israélienne est au bord de l’effondrement sur le Golan.
  - 8 octobre : la situation se rétablit sur le Golan avec l’envoi d’Israël d’une nouvelle flotte d’avions.
  - 13 octobre : les Syriens sont revenus à leurs lignes de départ. La Syrie réorganise ses forces avec l’aide de blindés jordaniens et de contingents irakiens, assure la défense de Damas mais échoue à mettre en œuvre une contre-offensive. Israël a dû sacrifier le quart de son potentiel militaire. Il s’adresse aux États-Unis pour de nouvelles fournitures, menaçant de recourir à l’arme nucléaire. Les États-Unis organisent un pont aérien le lendemain.
  - 14 octobre : l’Égypte lance une nouvelle offensive au Sinaï qui échoue devant l’arrivée de matériel militaire américain. En se repliant, elle laisse à découvert la zone de sortie du canal dans le lac Amer. Ariel Sharon saisit l’opportunité et traverse le canal pour mener une tentative d’encerclement de l’armée égyptienne.

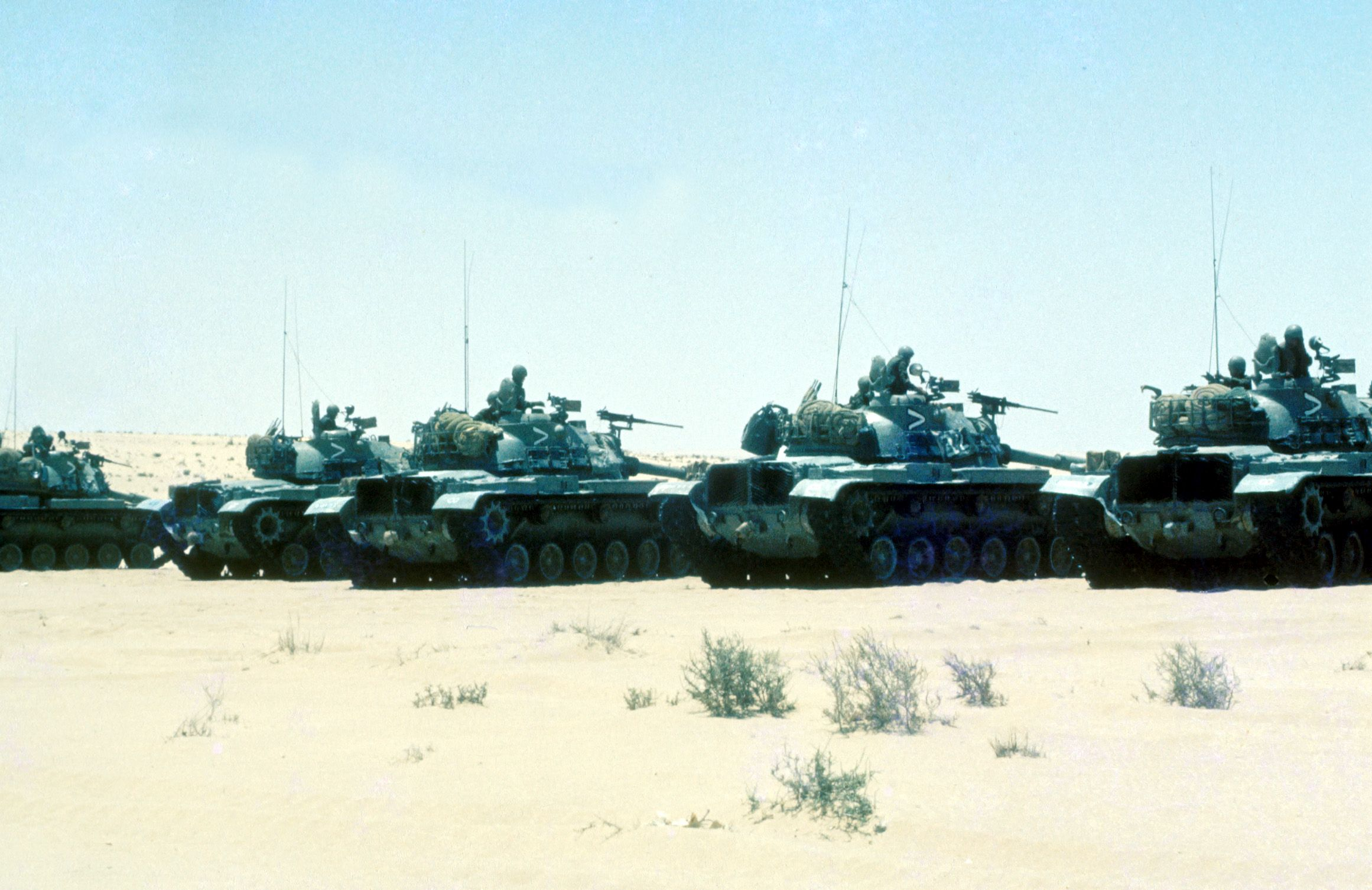
Formation de chars Magach de Tsahal le 16 octobre 1973.

- - 16 octobre : Sadate accepte un cessez-le-feu mais Israël refuse.
  - 17 octobre : début du premier choc pétrolier. les représentants des pays arabes pétroliers (OPAEP), réunit à Koweït, mais pas l’Iran, décident une réduction mensuelle de 5 % de la production pétrolière jusqu’à évacuation des territoires occupés et reconnaissance des droits des Palestiniens.
  - 20 octobre :
    - Des négociations soviéto-américaine s’ouvrent à Moscou et aboutissent à la Résolution 338 du Conseil de sécurité des Nations unies.
    - Le roi d'Arabie saoudite Fayçal décide un embargo total sur les livraisons destinées aux États-Unis, puis aux Pays-Bas.
    - Massacre du samedi soir dans le cadre du scandale du Watergate.

  - 22 octobre : le Conseil de sécurité des Nations unies adopte la Résolution 338 (1973), qui réaffirme la validité de la résolution 242 (1967), adoptée pendant la guerre des Six Jours et appelle toutes les parties au conflit (l’Égypte, la Syrie, Israël, la Jordanie) à un cessez-le-feu immédiat et à des négociations en vue « d’instaurer une paix juste et durable au Moyen-Orient ». L’Égypte accepte, puis la Syrie et Israël. Ce dernier décide cependant de ne pas respecter le cessez-le-feu et poursuit sa manœuvre d’encerclement de l’armée égyptienne.
  - 24 octobre : la résolution 339 exige le retrait des Israéliens sur leurs positions du 22 octobre. L’Union soviétique propose une intervention militaire conjointe avec les États-Unis pour séparer les belligérants, mais Henry Kissinger refuse. Les Soviétiques sont prêts à agir unilatéralement. Kissinger décide alors de mettre en état d’alerte toutes les forces américaines du secteur atlantique, y compris l’aviation stratégique nucléaire. La résolution 340 réitère l’ordre de cessez-le-feu et crée une Force d'urgence des Nations unies (FUNU). devant la tension internationale, Israël accepte le cessez-le-feu.

- 7 octobre (Formule 1) : Grand Prix automobile des États-Unis.

- 10 octobre : démission du vice-président Spiro Agnew à la suite d'un scandale financier. Gerald Ford devient vice-président.

- 13 octobre (Rallye automobile) : arrivée du Rallye Sanremo.

- 14 octobre (Thaïlande) : des manifestations organisées par des étudiants opposés au gouvernement militaire contraignent Thanom Kittikhachon à démissionner et aboutissent à la nomination d’un cabinet civil.

- 15 octobre (Chili) : décret du ministère de l’Économie libérant totalement les prix, certains demeurant contrôlés (pain, sucre, huile, lait, etc.) et d’autres surveillés (café, produits pharmaceutiques, tarifs scolaires, etc.). Un autre décret prévoit un ajustement des salaires par un système de bonification destiné à compenser l’inflation.
  - Pinochet consolide son autorité grâce à une concentration et une centralisation de l’appareil répressif et en s’entourant d’un groupe de technocrates (les Chicago Boys, économistes formés par Milton Friedman à l’université de Chicago) qui élaborent un projet sur lequel baser la légitimation de son pouvoir. Il s’agit d’un « nouveau modèle de développement orienté vers l’extérieur » qui met l’accent sur les exportations et l’ouverture à la compétition internationale. Projet économique, il est aussi social et politique, les principes du marché devant régir l’ensemble de la société selon les principes du néolibéralisme, ce qui suppose une « démocratie restrictive conservatrice ». L’objectif est de détruire toute trace de marxisme qui représente une menace permanente, comme le prétend la « doctrine de la sécurité nationale ». Les excellents résultats économiques des premières années consolident les assises du régime.

- 16 - 17 octobre : premier choc pétrolier résultant du conflit israélo-palestinien. L'OPEP décide une réduction des livraisons de pétrole.

- 18 - 19 octobre : plus de 300 morts lors d'inondations catastrophiques dans la région de Murcie en Espagne, suite à des pluies torrentielles.

- 19 octobre, France : vote de la loi Royer limitant l’ouverture des grandes surfaces.

- 20 octobre :
  - Nixon renvoie le procureur spécial qu’il avait nommé pour « faire toute la vérité », qui lui réclamait des bandes magnétiques sur lesquelles il enregistrait ses conversations et entretiens téléphoniques. Le public y voit un aveu de culpabilité. La Chambre met en train une procédure d’impeachment pour destituer le Président.
  - Premier choc pétrolier. L’embargo de l’OPEP sur le pétrole et la hausse des prix provoquent une récession.
  - L'opéra de Sydney est inauguré par la reine Élisabeth II.

- 29 octobre : élection générale québécoise.

## Naissances
- 2 octobre : 
  - Proof, rappeur américain.
  - Frank Delay, chanteur et comédien français.
- 3 octobre : 
  - Neve Campbell, actrice canadienne.
  - Ingrid Chauvin, actrice française.
- 11 octobre : Linda Hardy, mannequin, actrice, chanteuse et animatrice française.
- 17 octobre : Bruce Toussaint, journaliste, animateur de télévision et de radio français.
- 19 octobre : Hicham Arazi, joueur de tennis marocain.
- 28 octobre : MVP, catcheur professionnel de la WWE.
- 29 octobre :
  - Tom Baxter, chanteur anglais.
  - Robert Pirès, footballeur français.
- 30 octobre : Adam « Edge » Copeland, catcheur professionnel de la WWE.

## Décès
- 2 octobre : Arthur Bossler, résistant français chef des Forces françaises de l'intérieur (FFI) de La Robertsau pendant la Seconde Guerre mondiale (° 6 janvier 1906).
- 6 octobre : François Cevert, coureur automobile français (° 1944).
- 10 octobre : Ludwig von Mises, économiste autrichien.
- 14 octobre : Geoffroy Frotier de Bagneux, compagnon de la Libération (° décembre 1909).
- 21 octobre : Jules Matton, coureur cycliste belge (° 10 octobre 1897).
- 25 octobre : Émile Masson, coureur cycliste belge (° 16 octobre 1888).